# Mardavij ibn Ziyar
Mardavij ibn Ziyar, nome completo Abû al-Hajjâj Mardavij ben Ziyâr (in persiano مرداویج ﺑﻦ ﺯﻳﺎﺭ‎, Mardāvīj b. Ziyār; Gilan, 890 – Esfahan, gennaio 935), è stato un militare persiano, fondatore nel X secolo della dinastia ziyaride nella regione caspica della Persia.
Nato da una famiglia zoroastriana originaria del Gilan, Mardavij cercò di fondare un impero iraniano zoroastriano simile all'Impero sasanide, conquistato nel VII secolo dal Califfato dei Rashidun e successivamente governato dai musulmani. Iniziò la sua carriera unendosi all'esercito del suo parente Asfar ibn Shiruya. Mardavij, tuttavia, in seguito lo tradì e lo uccise, conquistando gran parte di Jibal. In seguito si mise alla conquista di Hamadan, Dinavar ed Esfahan dal Califfato abbaside e si dichiarò re dell'Iran, facendo di Esfahan la sua capitale.
Sconfisse poi il capo militare dailamita Makan ibn Kaki e conquistò il Tabaristan nel 932. Nel 934, la sua autorità era riconosciuta fino a Shiraz e Ahvaz. Tuttavia, il suo obiettivo di ricreare l'Impero iranico fu rovinato quando fu assassinato dai suoi stessi schiavi turchi nel 935.

## Biografia

### Origini
Mardavij nacque intorno all'890 nel Gilan; era figlio di Ziyar, che apparteneva allo Shahanshahvand, un clan reale che si aggirava intorno alla città di Dakhel. La madre di Mardavij era una sorella di Harusindan, terzo sovrano del Gilan. Mardavij apparteneva alla tribù degli Arghich, che sosteneva di discendere da Arghush Farhadan, re di Gilan vissuto al tempo di Kay Khosrow. Mardavij crebbe in un ambiente in cui il ricordo delle glorie dell'Impero iraniano era vivo nella cultura iraniana; secondo lo storico arabo del X secolo al-Mas'udi, la maggior parte dei capi dailamita e gilaki, che erano zoroastriani e pagani, erano diventati atei.

### Ascesa al potere
Dopo l'indebolimento del controllo diretto sull'Iran nord-occidentale da parte del Califfato, molti capi tribù della regione divennero soldati di ventura; Mardavij fu uno dei molti capi gilaki che entrarono al servizio degli Alidi, una volta che questi ebbero stabilito il loro dominio sul Ṭabaristān, sul Gilan e sul Daylam. Intorno al 913, Maravij entrò infatti al soldo del signore hasanide Asfar ibn Shiruya (o Shīrawayh) di Lahijan, che serviva gli Zaydid del Ṭabaristān.
Nel 930 Asfar invase i domini dello zaydi Abu Muhammad Hasan ibn Qasim; durante l'invasione, Mardavij riuscì a ferire gravemente Abu Muhammad presso Amol, vendicando così lo zio materno Harusindan, ucciso per mano degli Alidi. L'esercito di Asfar marciò poi verso Rey, dove sconfisse il generale daylamita Makan ibn Kaki, che fuggì a Daylam. Asfar riuscì a conquistare il Ṭabaristān e a conquistare anche Qazvin e Zanjan; nominò quindi Mardavij governatore di Zanjan. Nel 930, Mardavij, insieme al fratello di Asfar, Shirzad, ricevette l'ordine di catturare Tarom, la capitale del sovrano sallaride Muhammad bin Musafir; durante l'assedio Mardavij, su sollecitazione di Makan e Muhammad, tradì Asfar ribellandosi a lui. Con l'aiuto di Muhammad e Makan, Mardavij sconfisse e uccise Shirzad, insieme ad altri membri della sua tribù. Marciò quindi verso Qazvin, la residenza di Asfar, ma Asfar riuscì a fuggire. Mardavij fondò così la dinastia degli Ziyaridi e divenne sovrano degli ex territori di Asfar, che comprendevano Rey, Qazvin, Zanjan, Abhar, Qom e Karaj. Si dice che alla sua corte portasse la «corona di Anoshirvān».

### Regno

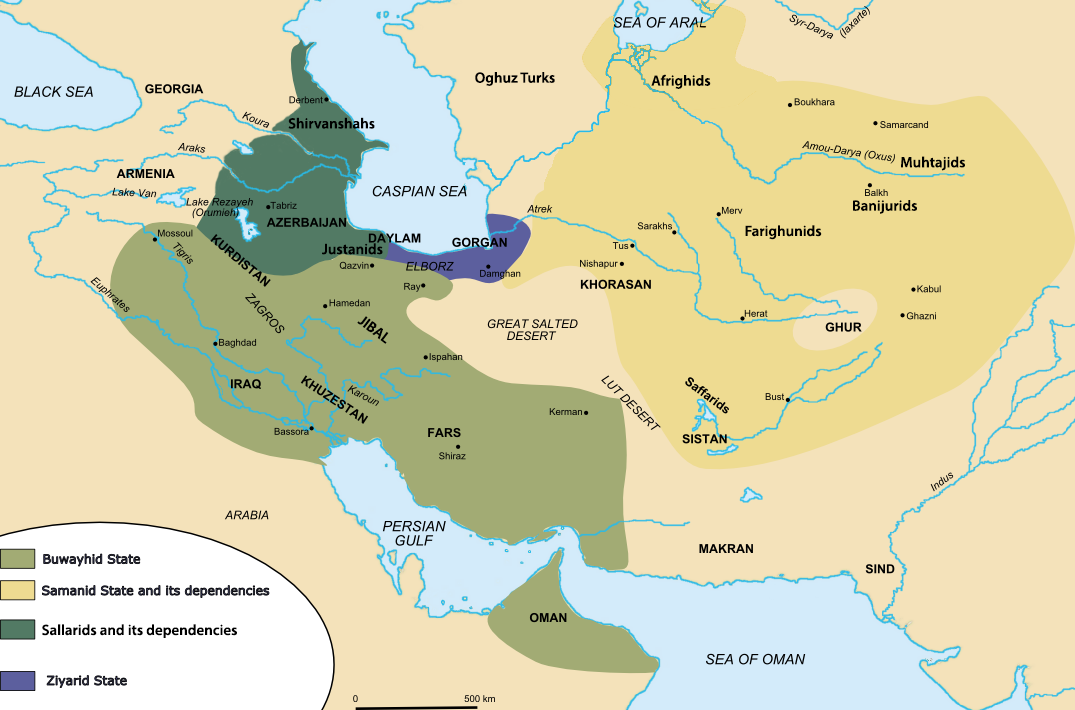
Iran a metà del X secolo: in viola-azzurro, lo stato fondato da Mardavij

Nello stesso anno, Makan riuscì a sconfiggere Mardavij e a recuperare per breve tempo il Tabaristan. Makan estese poi il suo dominio su gran parte del Gurgan e si impossessò persino di Nishapur, nel Khorasan occidentale, che fu costretto ad abbandonare nel 931, cedendo alle pressioni del sovrano samanide Nasr II. Nel 931, Mardavij inviò un esercito contro Makan, ma quest'ultimo sconfisse le forze di Mardavij in un primo scontro. Dopo il ritorno di Makan in Tabaristan da Nishapur, Mardavij lanciò personalmente un attacco che conquistò il Tabaristan.
Mardavij iniziò quindi a espandere aggressivamente i suoi domini, attaccando Asfar, che ora risiedeva ad Hamadan dopo la sua disastrosa sconfitta. Nel 931, Mardavij riuscì a sconfiggere e uccidere Asfar; iniziò quindi a conquistare rapidamente le città abbasidi di Hamadan, Dinavar e Kashan, e infine Esfahan, che divenne la sua capitale. Nominò quindi suo fratello Vushmgir governatore di Amol. Mardavij progettava di conquistare Baghdad, rimuovere il califfato, farsi incoronare a Ctesifonte e restaurare l'impero iranico.
Subito dopo la vittoria di Mardavij, Ali ibn Buya e i suoi due fratelli Ḥasan e Aḥmad (destinati a costituire la fortunata dinastia dei Buwayhidi che impose la sua tutela al califfato abbaside in profonda crisi, malgrado il suo Sciismo duodecimane stridesse con il Sunnismo abbaside), entrarono al suo servizio: disertarono dalla parte di Mardavij proprio mentre questi si preparava a iniziare una campagna a sud delle montagne di Elburz fino a Qazvin. Non molto tempo dopo Mardavij concesse ad Ali il governo amministrativo di Karaj, una città strategicamente important,e probabilmente situata nei pressi dell'odierna Bahramabad. Durante una sosta a Rey, mentre si recava a Karaj, Ali fu però avvertito dal visir di Mardavij al-'Amid che Mardavij stava progettando di eliminarlo; lasciando in fretta Rey, arrivò a Karaj e se ne impadronì.
Nel 933, Mardavij fece pace con il sovrano samanide Nasr II; Mardavij accettò di cedere Gurgan ai Samanidi e di pagare un tributo per il possesso di Rey. Mardavij iniziò quindi a concentrarsi sull'Iran occidentale, dove le sue truppe riuscirono a conquistare fino ad Ahvaz e costrinsero Ali, che ora si trovava a Shiraz, a riconoscere nuovamente la sua autorità. Mardavij fece quindi costruire un trono d'oro con gioielli, una tunica e una corona d'oro; secondo quanto riferito, la sua corona aveva la stessa forma di quella del re sasanide Cosroe I; fece anche costruire alcuni troni d'argento per i suoi migliori generali.

### Morte
Nel gennaio del 935, poco prima delle festività del Nawrūz, Mardavij fu assassinato dai suoi schiavi turchi, che aveva trattato male, favorendo le sue truppe daylamite/gilaki. Dopo il suo assassinio, molte delle sue truppe entrarono al servizio degli Abbasidi, mentre altre si unirono ad Ali, che fondò la dinastia dei Buwayhidi e che si era impadronito dei possedimenti di Mardavij nell'Iran centrale e meridionale. Il fratello di Mardavij, Vushmgir, gli succedette nell'Iran settentrionale.
Mardavij fu sepolto a Gonbad-e Mardaviz, una località situata a nord-est del Borough di Amin Abbad nella città di Rey, a sud di Teheran.

## Eredità culturale
Mardavij è stata una delle figure più importanti dell'Iran settentrionale, nota per aver preservato e sostenuto le usanze iraniane pre-islamiche; durante l'era Pahlavi, in cui l'interesse per l'Iran pre-islamico era alto, Mardavij è apparso come eroe in storie e fumetti di riviste per bambini negli anni Sessanta.